# 2430 Bruce Helin
2430 Bruce Helin este un asteroid din centura principală, descoperit pe 8 noiembrie 1977, de Eleanor Helin și Eugene Shoemaker.